# 阿布哈茲—俄羅斯關係

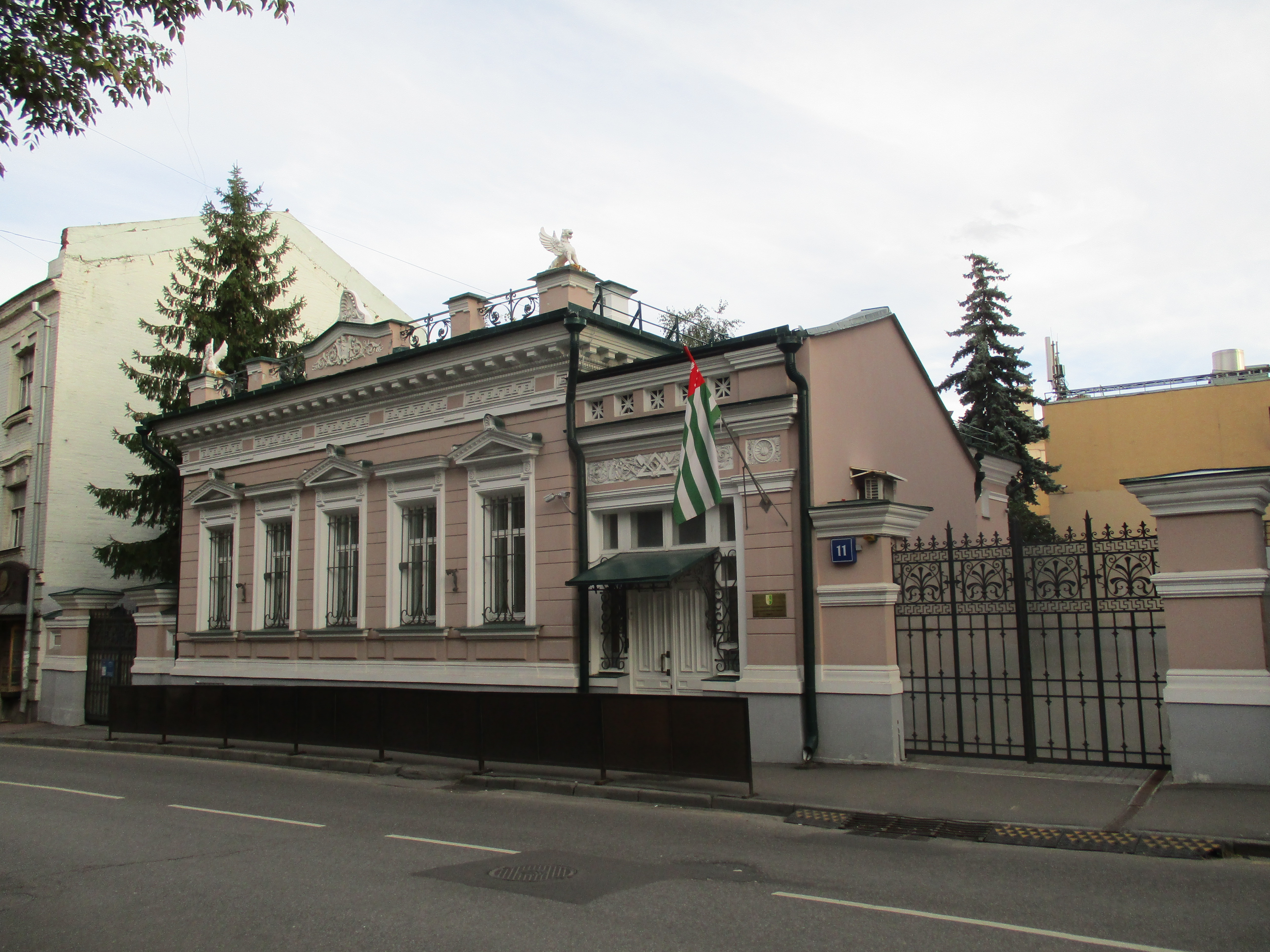
阿布哈兹驻俄罗斯大使馆

阿布哈兹 - 俄罗斯关系 （俄语：Российско-абхазские отношения） 是阿布哈兹共和国和俄罗斯联邦之间的双边关系。 在2008年8月南奥塞梯战争之后，俄罗斯于2008年8月26日承认阿布哈兹。 阿布哈兹和俄罗斯于2008年9月9日建立了外交关系。

## 背景

### 俄罗斯承认阿布哈兹
2008年8月21日，在承认南奥塞梯的同一天，同时游行集会在苏呼米举行，估计有47,000-50,000人向俄罗斯总统梅德韦杰夫和俄罗斯联邦议会呼吁，正式承认他们作为一个主权国家的独立性。 2008年8月25日，阿布哈兹总统谢尔盖·巴加普什向俄罗斯联邦委员会作了报告。巴加普在给安理会的讲话中说：「我可以肯定地说，阿布哈兹和南奥塞梯将永远不会成为格鲁吉亚的一部分。」 在听取了阿布哈兹和南奥塞梯领导人的呼吁后，联邦委员会和国家杜马于2008年8月25日通过了动议，呼吁梅德韦杰夫总统承认两个地区的独立，并和他们建立外交关系。
2008年8月26日，梅德韦杰夫总统签署法令承认阿布哈兹和南奥塞梯独立。 梅德韦杰夫在对俄罗斯民族的讲话中指出，他遵守了联合国宪章在1970年的规定，关于各国依联合国宪章建立友好关系及合作之国际法原则之宣言，以及1975年赫尔辛基最后文件和其他基本国际文书来颁布该法令，并进一步指出：「这不是一个容易的选择，但它代表拯救人类生命的唯一可能性。」 谢尔盖·巴加普什对俄罗斯的承认作出回应，他说：「这是阿布哈兹人民百年梦想的实现。」
俄罗斯的承认受到欧洲联盟、美国、北约、欧洲议会的谴责， 其中一些人呼吁俄罗斯撤销其承认。许多俄罗斯高级政要，包括俄罗斯总统德米特里·梅德韦杰夫， 总理弗拉基米尔·普京，俄罗斯副总理谢尔盖·伊万诺夫， 国家杜马主席鲍里斯·格里兹洛夫， 外交部长谢尔盖·拉夫罗夫，俄罗斯常驻联合国代表维塔利·丘尔金 以及俄罗斯常驻北约代表德米特里·罗戈津， 拒绝接受西方批评，并表示俄罗斯承认阿布哈兹是不可逆转的。 在2009年8月对Vesti电视频道的采访中，拉夫罗夫表示，2008年战争开始时，俄罗斯还没有承认阿布哈兹和南奥塞梯的计划。
由于俄罗斯在2008年8月29日承认阿布哈兹和南奥塞梯独立，格鲁吉亚与俄罗斯断绝外交关系， 并宣布将南奥塞梯和阿布哈兹视为“被占领的领土”。

## 双边关系

### 外交关系

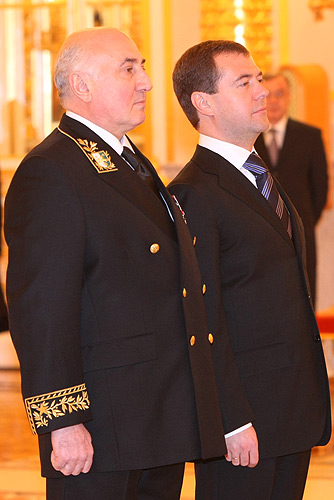
第一位阿布哈兹驻俄罗斯大使于2009年1月16日向俄罗斯总统德米特里·梅德韦杰夫递交了他的國書

俄罗斯和阿布哈兹于2008年9月9日，由俄罗斯外交部长谢尔盖·拉夫罗夫和阿布哈兹外交部长谢尔盖·沙巴在大使馆换文。 
2008年9月25日，梅德韦杰夫总统签署了任命状，任命谢苗·格里戈里耶夫为第一任俄罗斯大使。 他于2008年12月16日向阿布哈兹总统谢尔盖·巴加普什提交了外交信件。 伊戈尔·阿赫巴成为阿布哈兹共和国总统对俄罗斯的全权代表，于2008年11月14日由谢尔盖·巴加普什任命为阿布哈兹首位阿布哈兹驻俄罗斯大使。 阿赫巴于2009年1月16日向俄罗斯总统梅德韦杰夫递交了他的国书。
俄罗斯总理弗拉基米尔·普京于2009年发出了在阿布哈兹成立俄罗斯大使馆的指示。 2009年5月1日，俄罗斯驻阿布哈兹大使馆在苏呼米开馆。
俄罗斯计划在阿布哈兹开放贸易代表团，以利俄罗斯企业进入当地经济的机会。
2009年3月，阿布哈兹总统谢尔盖·巴加普什告诉国际危机组织副主席，他的共和国没有计划成为俄罗斯的一部分，他的政府「正在建立一个独立的、法制的、民主国家」。

## 条约和协议列表
| 签署:         |        | 阿布哈兹批准： |        | 俄罗斯批准：  |        | 条约：                                     | 备注：                                                         |
| 2009年4月30日 | [ 28 ] |                |        |               |        | 关于维护国家边界的合作协议                 |                                                                |
|               |        | 2012年5月8日   | [ 29 ] |               |        | 关于内务官员养老金计划程序的协议           |                                                                |
|               |        | 2012年5月8日   | [ 29 ] |               |        | 防灾和管理合作协议                         |                                                                |
| 2009年8月12日 | [ 30 ] | 2012年6月15日  | [ 31 ] |               |        | 同意协助阿布哈兹共和国进行社会经济发展     |                                                                |
| 2010年2月17日 | [ 32 ] |                |        | 2011年10月6日 | [ 33 ] | 关于在阿布哈兹建立俄罗斯联合军事基地的协议 | 有效期为49年，可自动续期15年                                   |
| 2011年4月26日 | [ 31 ] | 2012年6月15日  | [ 31 ] |               |        | 关于建立信息文化中心的协议及其活动条件     |                                                                |
| 2012年5月28日 | [ 34 ] |                |        |               |        | 货物贸易协定                               | 从2015年1月1日起，阿布哈兹立即从俄罗斯取消大部分产品的进口关税 |